# Tewhida Ben Sheikh

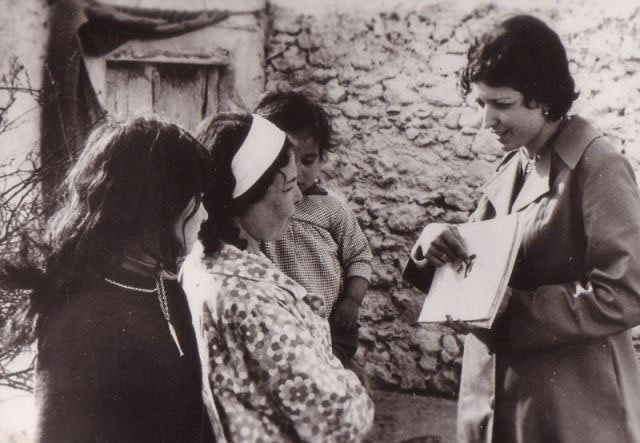
Tewhida Ben Sheikh trong chiến dịch nâng cao nhận thức về kế hoạch hóa gia đình ở Tunisia.

Tewhida Ben Sheik (cũng là Tawhida Ben Cheikh, Taouhida Ben Cheikh) (tháng 2 năm 1909 ở Tunis – tháng 6 năm 2010) là người phụ nữ Hồi giáo hiện đại đầu tiên ở Bắc Phi trở thành bác sĩ. Bà cũng là người tiên phong trong phong trào sức khỏe phụ nữ, đặc biệt là biện pháp tránh thai và phá thai.

## Cuộc đời
Tewhida Ben Sheikh sinh tại Tunis, Tunisia. Giáo dục ban đầu của bà tại trường công lập đầu tiên của Tunisia cho các cô gái Hồi giáo, được thành lập bởi "Những người theo chủ nghĩa dân tộc Tunisia và chính quyền bảo hộ tự do Pháp". Trong khi theo học trường này, Ben Sheikh đã được dạy tiếng Ả Rập, tiếng Pháp, nghiên cứu kinh Qur'an và các môn học hiện đại. Bà đến trường Y khoa ở Paris để theo học ngành giáo dục, lấy bằng y học năm 1936. Khi trở về Tunis, bà được một bác sĩ phương đón tiếp bằng một bữa ăn tối.
Vào thời điểm đó Tunisia vẫn đang là thuộc địa của Pháp. Ben Sheikh xuất thân từ một gia đình Tunisia ưu tú, vốn là người bảo thủ xã hội, người mẹ góa bụa của bà ngần ngại cho phép đứa con gái của mình sang Pháp  học sau trung học; tuy nhiên, giáo viên trung học của bà và một bác sĩ từ Viện Louis Pasteur của Tunis
(Tiến sĩ Etienne Burnet), đã thuyết phục mẹ của Ben Sheikh rằng cô ấy đã cho thấy ý nghĩa của lời hứa quan trọng này.

## Sự nghiệp
Chuyên về phụ khoa, Ben Sheikh làm chủ một phòng khám phụ nữ ở Tunisia. Ở Bắc Phi, phong tục Hồi giáo cấm phụ nữ được khám bởi các bác sĩ nam. Ben Sheikh là một người ủng hộ "tích cực"  kế hoạch hóa gia đình; trong những năm 1960 và 1970, bà hướng dẫn các bác sĩ thực hiện các thủ tục phá thai.
Con gái của Ben Sheikh, Zeïneb Benzina Ben Abdallah, là một nhà khảo cổ học nổi tiếng của Tunisia và là Giám đốc nghiên cứu tại Viện Di sản Quốc gia ở Tunis.